# Shin Meiwa US-1
Dimensions
Les Shin Meiwa PS-1 et US-1A sont des hydravions japonais à décollage et atterrissage courts grâce à un système de contrôle de la couche limite, ce qui leur permet de se poser à faible vitesse dans une mer particulièrement agitée. L'appareil est spécialisé dans la lutte anti-sous-marine et le sauvetage en mer.

## Historique

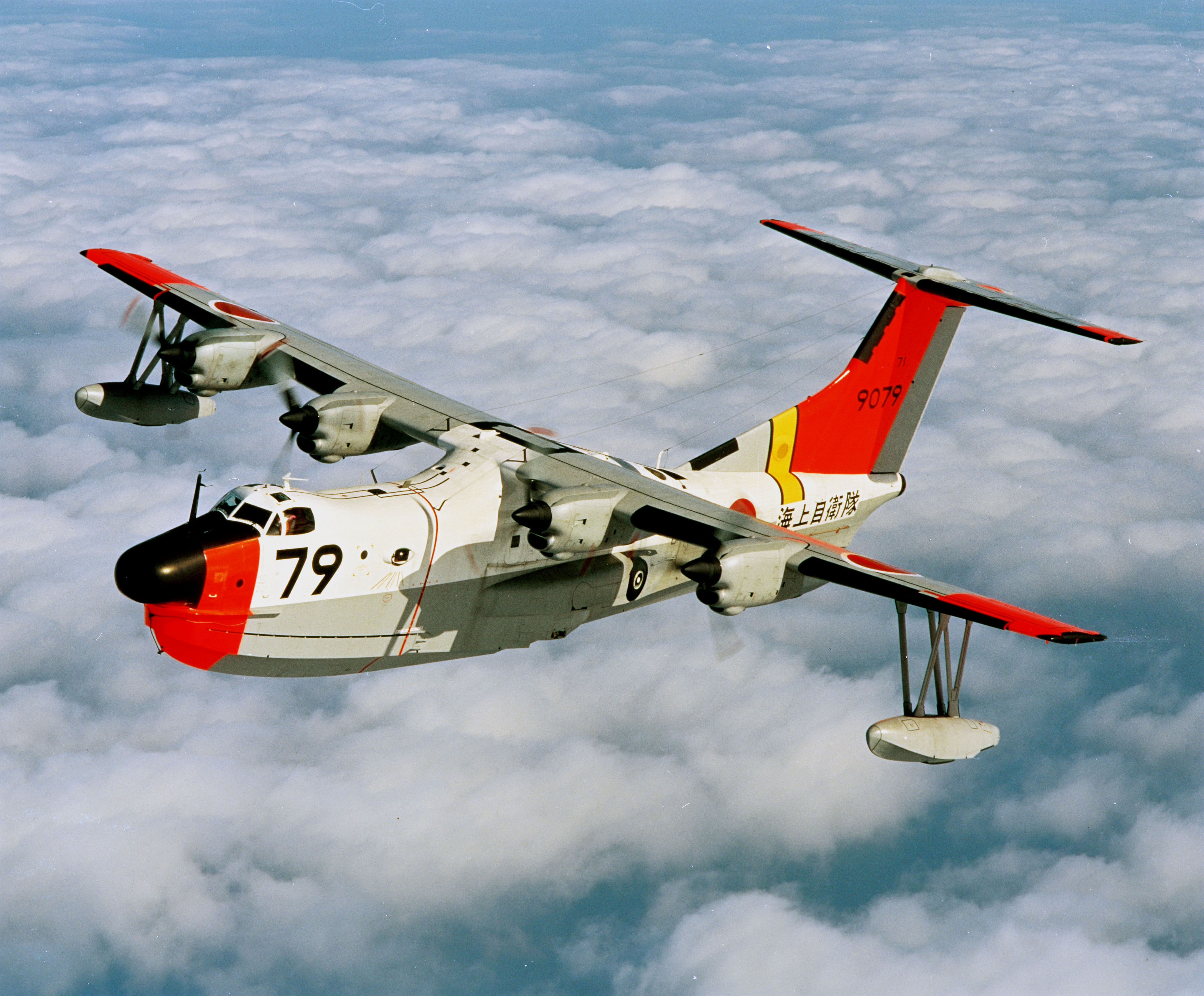
Un US-1 en vol.

Leur premier vol a eu lieu en 1967, effectué par le prototype PS-X. La version de série nommée PS-1 entre en service en 1972 dans la Force maritime d'autodéfense japonaise est destiné a la lutte anti-sous-marine et emporte entre autres torpilles ou roquettes Zuni de 127 mm. Il est remplacé par le P-3 Orion dans ce rôle et est retiré en 1989.
La version US-1A totalement amphibie est destiné au sauvetage en mer. Il est deux mètres plus long et n'a pas d'armement, son premier vol a lieu en octobre 1974, et rentre  en service en 1975.
Il a été retiré en 2017, remplacé par le ShinMaywa US-2. Sept sont détruits dans des accidents.

### Bombardier d'eau
Dans l'optique d'élargir le marché, un exemplaire a été converti en bombardier d'eau d'une contenance d'environ 15 000 litres, largués par huit écopes. Un système d'écopage permet de remplir sa citerne en 15 secondes (similaire au système utilisé sur les Canadairs). Le contrôle de la couche limite s'effectue par le souffle d'une turbine à gaz General Electric T58 de 1 104 kW.
Avec tous les raffinements d'un avion moderne, il est très avancé et prétend concurrencer le CL-415, il est cependant très onéreux[réf. nécessaire] et n'a pas trouvé preneur.

## Spécifications techniques
|                      | PS-1                                      | US-1A                                      |
| -------------------- | ----------------------------------------- | ------------------------------------------ |
| Longueur             | 33,46 m                                   | 33,46 m                                    |
| Envergure            | 33,15 m                                   | 33,15 m                                    |
| Surface alaire       | 135,8 m2                                  | 136 m2                                     |
| Hauteur              | 9,80 m                                    | 9,82 m                                     |
| Moteurs              | 4 turbopropulseurs T64-IHI-10 de 2 282 kW | 4 turbopropulseurs T64-IHI-10J de 2 605 kW |
| Vitesse maximale     | 550 km/h                                  | 522 km/h                                   |
| Vitesse de croisière | 425 km/h                                  | 425 km/h                                   |
| Rayon d'action       | 2 170 km                                  | 3 820 km                                   |
| Équipage             | 2 pilotes + 7 navigants + 20 passagers    | 2 pilotes + 6 navigants + 5 médecins       |
| Plafond pratique     | 7 000 m                                   | 7 200 m                                    |
| Masse à vide         |                                           | 25,5 t                                     |
| Masse au décollage   |                                           | 35,0 t                                     |
| Masse maximale       | 43,0 t                                    | 45,0 t                                     |

### Presse écrite
- Bernard Millot, « Shin Meiwa PS-1 », Le fanatique de l'Aviation, no 106,‎ septembre 1978.